# Nobuhisa Kodžima
Nobuhisa Kodžima (jap. 小島信久 Kodžima Nobuhisa, ang. Nobuhisa Kojima, 1933 – 21. března 2019) byl japonský astronom.
Je mimo jiné objevitelem periodické komety 70P/Kojima.
Je po něm pojmenován asteroid 4351 Nobuhisa.